# 三星堆站
三星堆站位于中华人民共和国四川省德阳市广汉市青云路56号，位于南兴镇与向阳镇交界处，是川青铁路上的一座车站，2023年11月28日随川青铁路青镇段开通而投入使用，车站规模为2台4线，车站距广汉市区和三星堆遗址均约5公里。

## 车站结构
车站按3000平方米规模设计，最高聚集人数400人；车站外立面整体为青铜色，造型由三星堆出土的青铜人面具抽象而来，凸显仿古元素，彰显了三星堆的人文背景。

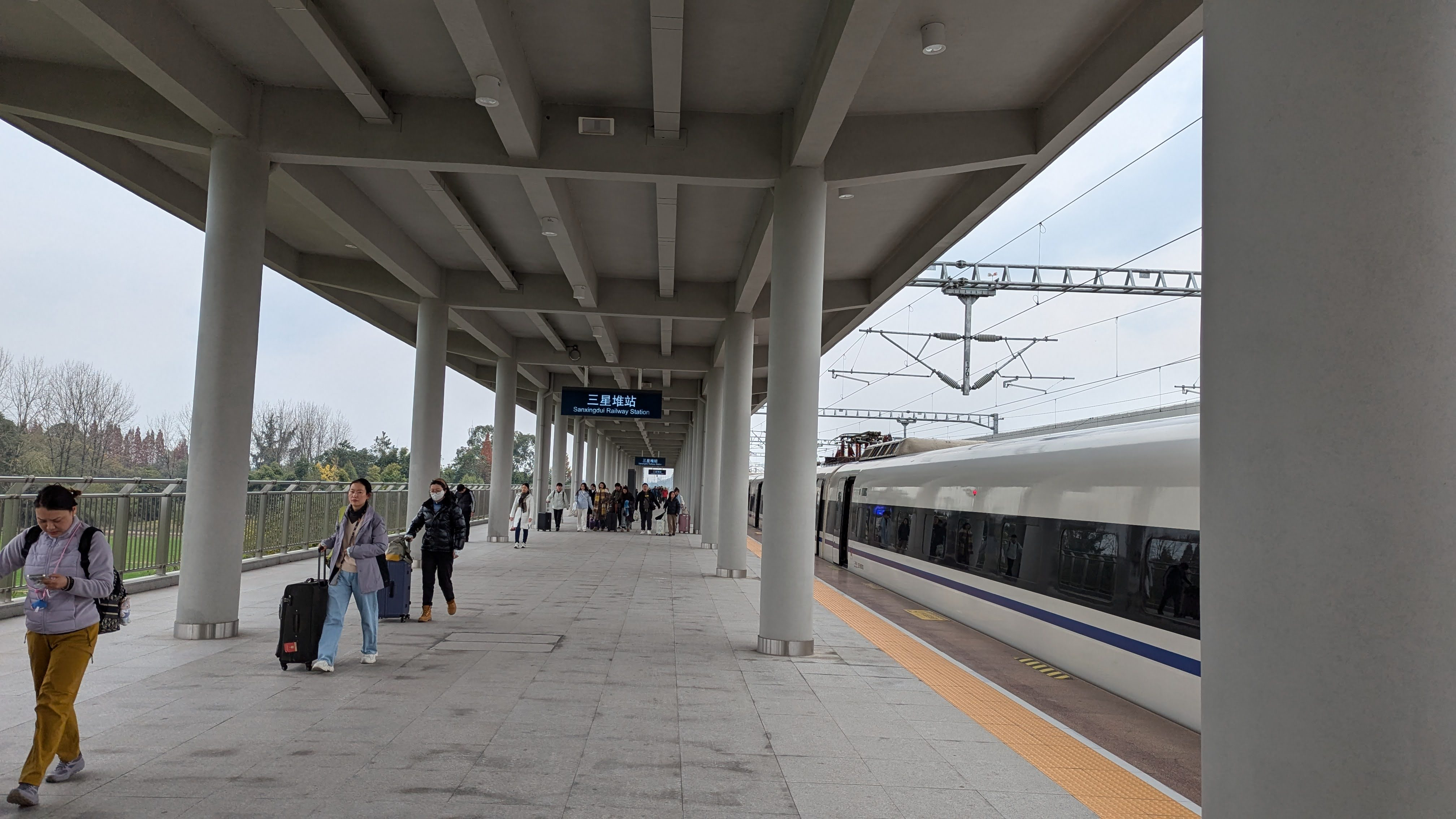
车站站台
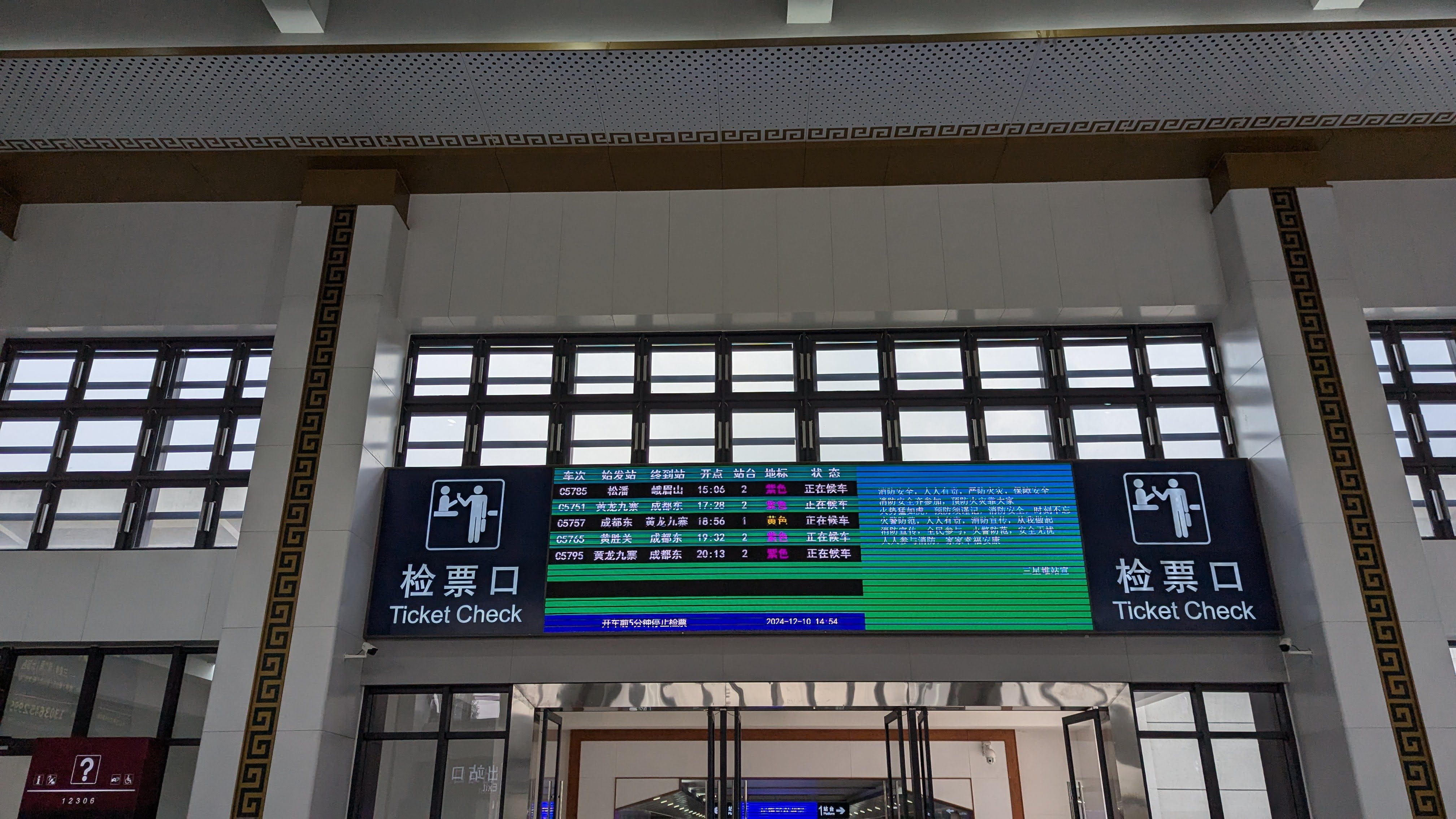
检票口